# XXIII Congresso del Partito Comunista dell'Unione Sovietica
Il XXIII Congresso del Partito Comunista dell'Unione Sovietica (PCUS) si svolse dal 29 marzo all'8 aprile 1966 a Mosca.

## Lavori
Il Congresso, il primo sotto la guida di Leonid Brežnev, vide la partecipazione di 4 619 delegati con voto deliberativo e 323 con voto consultivo, in rappresentanza di 11 673 676 membri e 797 403 candidati membri del partito.
L'assemblea modificò la struttura degli organismi dirigenti ripristinando il Politburo del Comitato centrale, che era stato sostituito dal Praesidium in occasione del XIX Congresso (1952), ed inserendo per la prima volta nel testo dello Statuto la figura del Segretario generale.
Nel Comitato centrale vennero eletti 195 membri effettivi e 165 candidati.